# King David Hotel
King David Hotel (hebr. מלון המלך דוד; arab. فندق الملك داود) – pięciogwiazdkowy hotel w Jerozolimie, w Izraelu.
Hotel otwarto w 1931. Wzniósł go z różowawego lokalnego wapienia egipski bankier żydowskiego pochodzenia Ezra Moseri. Hotel znajduje się przy King David Street w śródmieściu Jerozolimy. Ze wschodnich okien widoczna jest panorama Starego Miasta oraz Wzgórza Syjońskiego. W 1946 przeprowadzono na jego terenie zamach bombowy.
W hotelu mieszkali zmuszeni do opuszczenia swoich krajów: Alfons XIII Burbon, Hajle Syllasje I oraz Jerzy II Grecki. Wśród znanych osobistości w hotelu zatrzymali się też: Abd Allah I ibn Husajn, Jerzy V, Husajn ibn Talal, kilku prezydentów Stanów Zjednoczonych, Winston Churchill, Margaret Thatcher, książę Walii Karol.